# Bacino di Pavlovka
Il bacino di Pavlovka (in russo Павловское водохранилище, Pavlovskoe vodochranilišče?) è un lago artificiale della Baschiria, in Russia, nella valle del fiume Ufa, formato dalla diga della centrale idroelettrica Pavlovskaja (Павловская ГЭС) vicino al villaggio di Pavlovka. Il bacino è fonte di riserva di approvvigionamento idrico per la città di Ufa.
Si trova nei confini dell'altopiano della Ufa su di un territorio carsico. La lunghezza del bacino è di 150 km (dal villaggio di Mullakaevo al villaggio di Pavlovka), la larghezza massima è di 1,75 km (media 0,77 km). La parte inferiore si trova a 177 km dalla foce della Ufa. 
Il riempimento del bacino iniziò 9 anni dopo l'inizio della costruzione della centrale idroelettrica, nel 1959, e terminò nel 1961. È ricoperto dal ghiaccio da novembre a maggio; in febbraio-marzo lo spessore del ghiaccio raggiunge i 70-80 centimetri.